# Лещин-Шляхецький
Лещин-Шляхецький (пол. Leszczyn Szlachecki) — село в Польщі, у гміні Бельськ Плоцького повіту Мазовецького воєводства.
Населення — 231 особа (2011).
У 1975-1998 роках село належало до Плоцького воєводства.

## Демографія
Демографічна структура станом на 31 березня 2011 року:
|          | Загалом | Допрацездатний вік | Працездатний вік | Постпрацездатний вік |
| -------- | ------- | ------------------ | ---------------- | -------------------- |
| Чоловіки | 117     | 28                 | 77               | 12                   |
| Жінки    | 114     | 16                 | 67               | 31                   |
| Разом    | 231     | 44                 | 144              | 43                   |